# Star Trek: Picard
Pour les articles homonymes, voir Picard (homonymie).
Star Trek: Discovery Star Trek: Lower Decks
Star Trek: Picard est une série télévisée de science-fiction américaine créée par Alex Kurtzman. C'est la 7e série en prise de vues réelles de l'univers Star Trek.
Elle est diffusée depuis le 23 janvier 2020 sur les services de vidéo à la demande CBS All Access aux États-Unis et Crave (en anglais et en français) au Canada et en simultané sur CTV Sci-Fi Channel, ainsi que sur Amazon Prime Video dans le reste du monde.
Patrick Stewart y reprend son rôle de Jean-Luc Picard (de Star Trek : La Nouvelle Génération et des films qui ont suivi) et est également producteur exécutif. La série commence en 2399 soit 20 ans après la dernière apparition de Jean-Luc Picard dans Star Trek: Nemesis (2002).

## Synopsis

### Saison 1
En 2385, soit deux ans avant la destruction de la planète Romulus par la supernova, l'amiral Jean-Luc Picard convainc la Fédération d'aider les Romuliens. Picard prend la tête d'une flotte qui a pour mission de reloger les Romuliens dans des mondes à l'abri de l'explosion de la supernova. Mais la Fédération cesse l'évacuation à la suite d'une attaque sur Mars par un groupe de synthétiques renégats. Picard donne aussitôt sa démission à Starfleet. L'attaque sur Mars eut pour autre conséquence la prohibition des synthétiques.
En 2399, dans son château et vignoble français, Picard reçoit la visite d'une jeune femme, Dahj, qui lui demande son aide, parce qu'elle est poursuivie par un groupe romulien. Picard découvre que Dhaj est un androïde biologique basé sur l'esprit de Data créé par le Dr Bruce Maddox. Cependant, le groupe romulien parvient à retrouver Dahj et la tue. Cela force l'ancien capitaine de l'Enterprise à sortir de son isolement pour retrouver et sauver Soji, l'androïde jumelle de Dahj, qui s'avère travailler loin de la Terre, sur l'Artefact, un ancien cube borg. Pour s'y rendre, Picard doit d'abord trouver un vaisseau et un pilote, ce qu'il obtient grâce à son amie Raffi Musiker : le capitaine Cristobal « Chris » Rios et son vaisseau, La Sirena.

### Saison 2
En 2401, l'amiral Picard est rappelé par Starfleet, car une anomalie s'est créée non loin de la Terre. A son arrivée, un navire Borg émerge de l'anomalie et transporte leur reine sur le navire Stargazer du capitaine Rios. La reine commence à assimiler toute la flotte, incitant Picard à lancer l'autodestruction du Stargazer. Après l'explosion, une chronologie alternative est créée par l'ancien adversaire de Picard, Q, dans lequel l'humanité a fondé une "Confédération de la Terre" totalitaire et xénophobe, qui anéantit ou asservit systématiquement les races extraterrestres, y compris les Borgs. Alors que la reine Borg vaincue est sur le point d'être exécutée, Picard et quelques membres de son équipage apprennent qu'ils doivent retourner en 2024 pour empêcher le changement de chronologie.
Arrivés en 2024, ils n'ont que trois jours pour s'assurer qu'une ancêtre de Picard, sa grand-tante Renée, se lance dans sa mission spatiale Europa. Q, avec l'aide du Dr Adam Soong, un ancêtre du Dr Noonien Soong, va essayer de les en empêcher.

### Saison 3
En 2401, alors que l'amiral Jean-Luc Picard est sur le point de quitter son château français pour suivre sa bien-aimée, la romulienne Laris, il reçoit un message codé de Beverly Crusher, l'ex officier médical en chef à bord de l'USS Enterprise. Picard n'hésite pas à demander l'aide de son vieil ami le capitaine William T. Riker pour comprendre l'appel de détresse de Beverly. Embarqués à bord de l'USS Titan, où Picard retrouve Seven of Nine en tant que l'officier en second Annika Hansen, ils partent secourir Beverly aux frontières de la Fédération, dans le système de Ryton. A peine arrivés dans le vaisseau de Crusher, Picard et Riker découvrent que Jack, le fils de Beverly, est aussi à bord, et que lui et sa mère sont traqués et poursuivis par des chasseurs de primes. Un nouveau vaisseau, le Grièche, arrive alors pour tenter une fois de plus de capturer Jack.
Sur la planète M'talas Prime, Raffi Musiker, infiltrée depuis des mois dans le District 6 pour les services secrets de Starfleet, enquête sur un prototype de générateur de tunnel quantique volé sur la station Daystrom. Elle découvre trop tard son utilisation contre le centre de recrutement de Starfleet, dans le District 7. N'acceptant pas que cette affaire soit vite classée, Raffi décide de poursuivre ses recherches, mais se retrouve vite dans une situation critique, dont elle est sauvée in extremis par son agent de liaison, qui s'avère être Worf.
Sur l'USS Titan, au moment de choisir entre remettre Jack Crusher au capitaine Vadic ou subir la puissante attaque de son vaisseau Grièche, Picard comprend que Jack est son fils et décide de tout tenter pour le protéger. Un long jeu de cache-cache s'engage alors dans une nébuleuse entre les deux vaisseaux. Au cours d'une tentative de l'USS Titan d'échapper au Grièche, ce dernier dévoile, parmi son impressionnante panoplie d'armes, un générateur de tunnel quantique.
Sur M'talas Prime, Raffi et Worf continuent leur enquête pour un autre agent de liaison, Ro Laren : ils découvrent que les Métamorphes représentent la nouvelle menace qui pèse sur Starfleet, ce qui est confirmé à bord de l'USS Titan lorsque son équipage neutralise un Métamorphe responsable d'une fuite de gaz ayant permis au Grièche de les retrouver plusieurs fois dans la nébuleuse. Face à l'évidence que le vol du générateur de tunnel quantique n'était qu'une diversion pour cacher celui de quelque chose de plus dangereux sur Daystrom, Picard et son équipe n'ont d'autre choix que d'aller vérifier sur la station : ils vont y découvrir une très surprenante réponse.

## Distribution

### Acteurs principaux
- Patrick Stewart (VF : Pierre Dourlens) : amiral Jean-Luc Picard
- Isa Briones[3] (VF : Lauryanne Philippe) : Dahj Asher / Soji Asher / Sutra / Kore Soong (saison 1 & 2)
- Alison Pill[3] (VF : Jessica Monceau) : Docteure Agnes P. Jurati/ La nouvelle reine Borg (saison 1 & 2)
- Santiago Cabrera[4] (VF : Valentin Merlet) : Cristobal « Chris » Rios (saison 1 & 2)
- Michelle Hurd[4] (VF : Elisabeth Fargeot) : Raffi Musiker
- Harry Treadaway[3] (VF : Alexis Tomassian) : Narek (saison 1)
- Evan Evagora[5] (VF : Jim Redler) : Elnor (saison 1&2)
- Jeri Ryan (VF : Michèle Buzynski) : Seven of Nine, Annika Hansen
- Orla Brady (VF : Pauline de Meurville) : Laris / Tallinn
- Brent Spiner (VF : Philippe Ariotti) : Data / Altan Inigo Soong, fils du Dr Noonien Soong / Dr Adam Soong / Lore
- Ed Speleers (VF : Benjamin Gasquet) : Jack Crusher (saison 3)

### Acteurs récurrents
- John de Lancie (VF : Frédéric Cerdal) : Q (saisons 2 et 3)
- Jonathan Del Arco (VF : Laurent Gris) : Lou le Borg (Hugh en VO, Third of Five) (saison 1)
- Jonathan Frakes (VF : Sylvain Lemarié (saison 1) puis Frédéric Souterelle (saison 3)) : capitaine William T. Riker (saisons 1 et 3)
- Marina Sirtis (VF : Déborah Perret) : Deanna Troi (saisons 1 et 3)
- Jamie McShane (VF : Guillaume Bourbourlon) : Zhaban
- Tamlyn Tomita (VF : Laurence Bréheret) : Commodore / Générale Oh, cheffe de la sécurité de Starfleet (saison 1)
- Peyton List (VF : Camille Ravel) : Lieutenant Narissa Rizzo
- Ann Magnuson (VF : Blanche Ravalec) : Amirale de la Flotte Kirsten Clancy, Commandante en chef de Starfleet (saison 1)
- Penelope Mitchell (VF : Pauline Moingeon-Vallès) : Renée Picard (saison 2)
- Ito Aghayere (VF : Sandrine Moaligou) : Guinan en 2024 (saison 2)
- Sol Rodríguez (VF : Kelly Marot) : Dr Teresa Ramirez (saison 2)
- Annie Wersching (VF : Anne Rondeleux) : La reine Borg (saison 2)
- Whoopi Goldberg (VF : Maïk Darah) : Guinan (saison 2)
- Gates McFadden (VF : Sophie Riffont) : Beverly Crusher (saison 3)
- Todd Stashwick (VF : Thierry Kazazian) : Capitaine Liam Shaw, commandant du Titan (saison 3)
- Ashlei Sharpe Chestnut (en) (VF : Périne Lislet) : Lieutenant Sidney La Forge (saison 3)
- Michael Dorn (VF : Benoît Allemane) : Worf (saison 3)
- Amanda Plummer (VF : Isabelle Leprince) : Capitaine Vadic (saison 3)
- LeVar Burton (VF : Thierry Desroses) : Commodore Geordi La Forge (saison 3)

### Acteurs secondaires
- John Ales : Dr Bruce Maddox (saison 1)
- David Paymer : Dr Moritz Benayoun
- Necar Zadegan (VF : Audrey Sourdive) : Bjayzl
- Ella Gross : Dahj Asher jeune (saison 1)
- Dylan Von Halle : Jean-Luc Picard jeune (saison 2)
- Madeline Wise (VF : Myrtille Bakouche) : Yvette Picard, la mère de Jean-Luc Picard (saison 2)
- James Callis : Maurice Picard, le père de Jean-Luc Picard (saison 2)
- Kirk Acevedo : Krinn (saison 3)
- Lea Thompson (VF : Bénédicte Charton) : Dr. Diane Werner (saison 2)
- Wil Wheaton (VF : Yoann Sover) : Wesley Crusher (saison 2)
- Thomas Dekker : Titus Rikka
- Michelle Forbes : Commandante Ro Laren (saison 3)[6]
- Daniel Davis : Professeur Moriarty (hologramme) (saison 3)
- Tim Russ (VF : Thierno Ba) : Amiral Tuvok (saison 3)
- Elizabeth Dennehy : Amiral de la Flotte Elizabeth Shelby
- Walter Koenig : Président Anton Chekov[7] (voix)
- Jane Edwina Seymour : la reine Borg (saison 3)
- Alice Krige : la reine Borg (voix, saison 3)

 Source et légende : version française (VF) sur RS Doublage et Doublage Séries Database.

## Épisodes

### Première saison (2020)
La première saison est composée de dix épisodes.
1. Souvenir[10] (Remembrance)
2. Des plans et des légendes[10] (Maps and Legends)
3. La Fin est le début[10] (The End is the Beginning)
4. La Candeur absolue[10] (Absolute Candor)
5. Aventure à Stardust City[10] (Stardust City Rag)
6. La Boîte impossible[10] (The Impossible Box)
7. Nepenthe[10] (Nepenthe)
8. Fragments brisés (Broken Pieces)
9. Les Bergers d'Arcadie, 1re partie (Et in Arcadia Ego, Part 1)
10. Les Bergers d'Arcadie, 2e partie (Et in Arcadia Ego, Part 2)

Source des titres FR

### Deuxième saison (2022)
1. Regarde les étoiles (The Star Gazer)
2. Pénitence (Penance)
3. Assimilation (Assimilation)
4. Le Guetteur (Watcher)
5. Vers l'infini (Fly Me to the Moon)
6. Dualité (Two of One)
7. Monstres (Monsters)
8. Compassion (Mercy)
9. Cache-cache (Hide and Seek)
10. Le Départ (Farewell)

Source des titres FR

### Troisième saison (2023)
1. La Nouvelle génération  (The Next Generation)
2. Désengagement  (Disengage)
3. Dix-sept secondes  (Seventeen seconds)
4. Voué à l'échec  (No Win Scenario)
5. Imposteurs  (Imposters)
6. Chasseurs de primes (The Bounty)
7. Dominion (Dominion)
8. Reddition (Surrender)
9. Võx (Võx)
10. La Dernière Génération (The Last Generation)

Source des titres FR

## Production

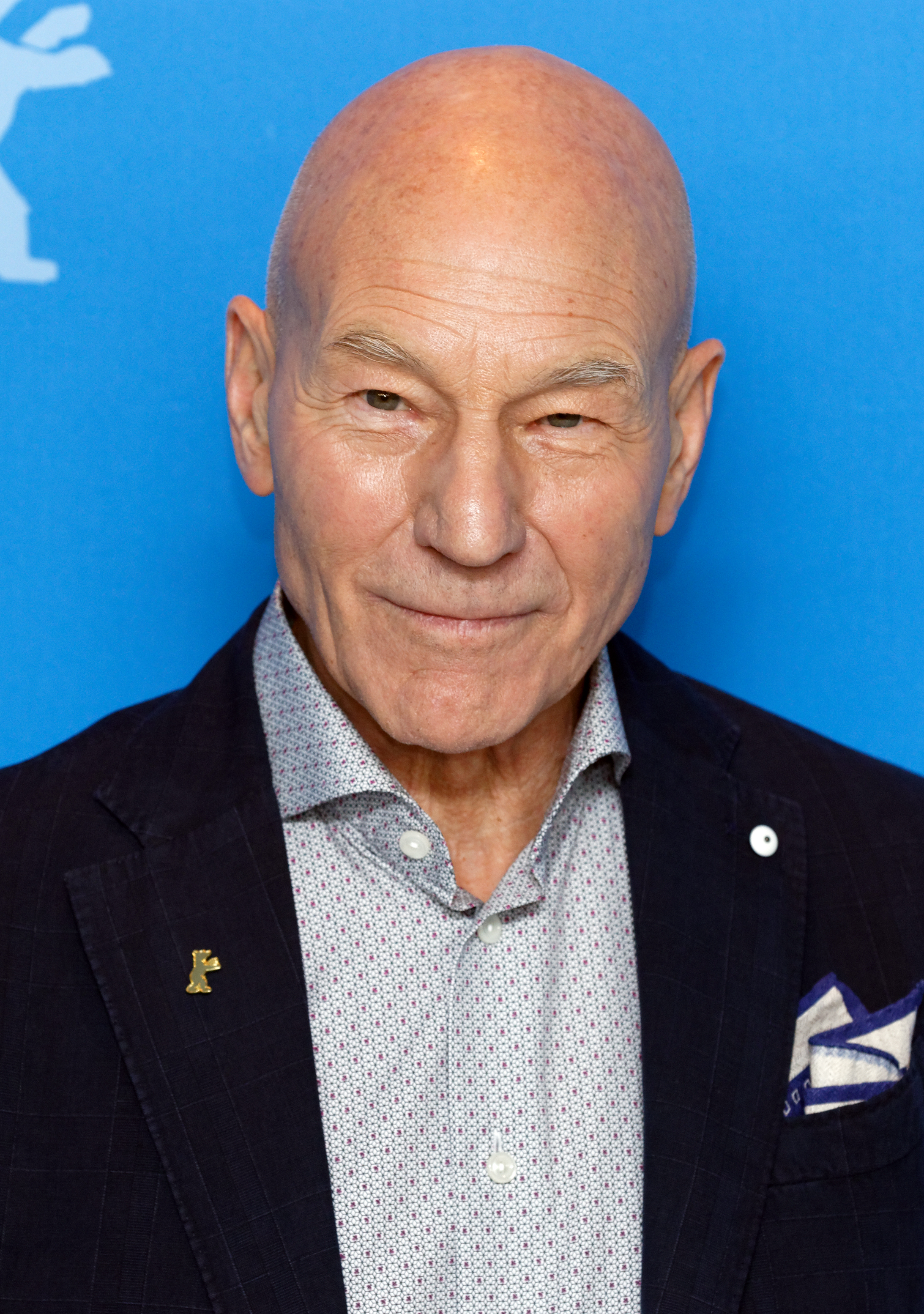
L'acteur Patrick Stewart, l'interprète de l'amiral Jean-Luc Picard en 2017 à l'occasion de la 67e édition du festival international du film de Berlin

Le tournage de la première saison débute en Californie en avril 2019,. Le titre officiel est ensuite révélé un mois après.
Hanelle Culpepper réalise les deux premiers épisodes,. Jonathan Frakes, qui incarnait William T. Riker dans plusieurs films et séries télévisées de l'univers, réalisera les épisodes trois et quatre.
Le 20 juillet 2019, Star Trek était le thème principal de la San Diego Comic-Con 2019. Pour l'occasion, CBS a dévoilé la toute nouvelle bande-annonce version longue. À ce titre sont confirmés les acteurs suivants : Jeri Ryan retrouvera son personnage de Seven of Nine venant de la série Star Trek: Voyager, Brent Spiner en tant que Data/B4, Jonathan Frakes en tant que William T. Riker accompagné de Marina Sirtis en tant que Deanna Troi, mais également Jonathan Del Arco qui réincarnera Hugh (Lou en français), le Borg rebelle de Star Trek : La Nouvelle Génération,.
La date de début de diffusion est annoncée lors de la présentation d'une bande-annonce en octobre 2019 et fixée au 23 janvier 2020.
Une deuxième saison est confirmée en décembre 2019, un mois avant la diffusion de la première,. En février 2019, Patrick Stewart déclarait déjà que la série pourrait durer trois saisons.
En janvier 2023, un trailer de la troisième saison, annoncée comme étant la dernière, est publié. Le début de la diffusion en France est fixée au 16 février 2023. Cette troisième saison est disponible en France sur Paramount+ et sur Amazon Prime depuis le 17 février 2023. A cette occasion, l'ancien équipage de Star Trek : La Nouvelle Génération est finalement réuni, on retrouvera les personnages de Worf, Data, William T. Riker, Deanna Troi, Beverly Crusher et Geordi La Forge aux commandes de leur ancien navire l'USS Enterprise NCC-1701-D ressuscité.

## Diffusion
Le premier épisode de la série est diffusé le 23 janvier 2020 sur CBS All Access aux États-Unis, en simultané au Canada sur CTV Sci-Fi Channel, (anciennement Space). La série est diffusée dans 200 pays, dont le Canada et la France, sur Amazon Prime Video, un jour après CBS.